# Tetramolopium mitiaroense
Tetramolopium mitiaroense là một loài thực vật có hoa trong họ Cúc. Loài này được Lowrey, Whitkus & Sykes mô tả khoa học đầu tiên năm 2005.